# Vicki Escarra
Vicki Escarra (Decatur, ca. 1955) is een Amerikaans bestuurder. Ze was CEO van Feeding America en werd in 2009 voor haar werk onderscheiden met een Four Freedoms Award. Sinds 2012 staat ze aan het hoofd van Opportunity International.

## Levensloop
Escarra behaalde een bachelorgraad in psychologie aan de Georgia State University. Verder voltooide ze het Executive Management Program aan de Columbia-universiteit en het Executive Leadership Program aan de Harvard-universiteit.
Escarra werkte sinds 1973 voor de luchtvaartmaatschappij Delta Air Lines. Hier klom ze op tot hoofd van de klantenservice en had ze de eindverantwoordelijkheid voor bij elkaar 52.000 medewerkers. Van 2004 tot 2006 werkte ze als voorzitter van het Atlanta Convention & Visitors Bureau.
Van 2006 tot 2012 was ze directeur van Feeding America, een organisatie die tweehonderd voedselbanken in de Verenigde Staten en Puerto Rico ondersteunt en meer dan 90.000 programma's als gaarkeukens, noodopvang en naschoolse opvang. De organisatie verstrekte in 2009 voedsel aan meer dan 37 miljoen Amerikanen. Voor haar werk werd ze in 2009 onderscheiden met de Four Freedoms Award in de categorie vrijwaring van gebrek.
Sinds 2012 staat Escarra aan het hoofd van Opportunity International, een internationale organisatie die zich richt op het verstrekken van microkredieten, verzekeringen en trainingen aan kleine ondernemers in 20 landen in de derde wereld.
Sinds 2003 was ze daarnaast bestuurslid van de bank- en verzekeringsinstelling A. G. Edwards, dat in 2007 werd overgenomen door de Amerikaanse bank Wachovia. Ook heeft ze verschillende andere bestuursfuncties bekleed, onder meer voor de National Association of Professional Women en Committee of 200.